# Grotta di Skhul
La Grotta di Skhul è un sito archeologico che si trova a circa 20 km a sud di Haifa, in Israele
Insieme ai vicini siti della grotta di Tabun, della grotta di Jamal e della grotta di El Wad, fa parte dei siti dell'evoluzione umana nel monte Carmelo, patrimonio dell'umanità dell'UNESCO che documentano l'evoluzione umana nel nord di Israele.
Il sito fu scavato per la prima volta da Dorothy Garrod durante l'estate del 1929. Nella grotta furono trovati diversi scheletri umani, tra i quali Skhul V, appartenenti a un'antica specie di Homo sapiens.